# Prunus kotschyi
Prunus kotschyi — рослина, вперше описана П'єром Едмоном Буасьє та Рудольфом Фрідріхом Гоенакером, а свою сучасну назву отримала завдяки переробці Роберта Десмонда Майкля. Підвиди невідомі. Вона походить з Іраку.